# Huracanes Izcalli Fútbol Club
El Huracanes Izcalli Fútbol Club es un equipo de fútbol de Cuautitlán Izcalli, Estado de México. Participa en la Serie B de la Segunda División de México. Juega sus partidos de local en el Estadio Hugo Sánchez Márquez.

## Historia
El equipo fue fundado en mayo de 2021 con el objetivo de inscribirlo en la Segunda División de México, situación que se hizo efectiva el 30 de julio del mismo año cuando fue aceptado como nuevo miembro de la Liga, siendo inscrito en la Serie B de la misma.
El 18 de septiembre de 2021 se presentó el debut oficial del equipo en el fútbol mexicano, en su primer partido los Huracanes fueron derrotados por Club de Ciervos con marcador de 1-0. El equipo consiguió su primera victoria oficial el 26 de septiembre derrotando como locales al Club Deportivo Guerreros de Xico con marcador de 2-0, el mediocampista Alan Flores marcó el primer tanto en la historia de la institución al minuto 45.
En el Torneo Clausura 2022 los Huracanes lograron clasificar a su primera liguilla por el título, sin embargo, fueron eliminados en semifinales por el club Alebrijes de Oaxaca "B". En el Clausura 2023 el equipo volvió a alcanzar la fase final de la Serie B, aunque ese torneo cayeron eliminados en el repechaje por el club Pioneros de Cancún.

## Estadio
Huracanes Izcalli FC juega sus partidos como local en el Estadio Hugo Sánchez Márquez, un estadio multiusos localizado en Cuautitlán Izcalli, Estado de México, cuenta con una cancha de fútbol y una pista de atletismo y tiene una capacidad para albergar a 3,500 espectadores. En 2019 fue reinaugurado luego de un proceso de modernización.

## Temporadas
| Temporada     | División          | Posición              |
| ------------- | ----------------- | --------------------- |
| Apertura 2021 | 4.Segunda Serie B | 7.º                   |
| Clausura 2022 | 4.Segunda Serie B | 3.º (Semifinales)     |
| Apertura 2022 | 4.Segunda Serie B | 9.º                   |
| Clausura 2023 | 4.Segunda Serie B | 6.º (Reclasificación) |
| 2023/2024     | 4.Segunda Serie B | 11.º                  |
| Apertura 2024 | 4.Segunda Serie B | 9.º                   |
| Clausura 2025 | 4.Segunda Serie B | 11.º                  |